# Citroën-Kégresse P104
La Citroën-Kégresse P104 era un veicolo trasporto truppe semicingolato francese sviluppato tra le due guerre mondiali e prodotto in numeri limitati.

## Storia
All'inizio degli anni trenta, l'Armée de terre era impegnata in una massiccia opera di motorizzazione delle sue truppe e stava sperimentando diversi tipi di veicoli blindati, che rispondessero a tutte le esigenze del campo di battaglia. Tra questi veicoli ebbero molto successo i semicingolati Citroën-Kégresse, realizzati in vari modelli e versioni. Uno di questi fu il P104.
Le prove condotte nel 1934 dimostrarono le grandi potenzialità di questo semicingolato, ma i vertici militari francesi assegnarono la precedenza ad altri progetti. Tra il 1935 ed il 1936 venne prodotto un piccolo lotto di P104, inviato nelle colonie del Nordafrica.

## Tecnica
Il mezzo fu sviluppato a partire dall'autoblindo Citroën-Kégresse P28, prodotta in 50 esemplari per l'esercito francese ed esportata in Uruguay. Da essa fu ricavato un telaio allungato, con due ruote anteriori sterzanti, rullo sul muso per favorire il superamento di ostacoli e treno di rotolamento posteriore. Il cingolo del tipo "Kégresse-Hinstin" era lo stesso del Citroën-Kégresse P28, con ruota motrice anteriore, due ruote portanti con sospensioni a balestra, ruota tendicingolo posteriore ed un rullo reggicingolo; il cingolo era di gomma con inserti in acciaio. La carrozzeria era costituita da piastre corazzate rivettate. Nel vano di combattimento, completamente chiuso, prendevano posto anteriormente pilota e capocarro, ognuno con portello di accesso laterale; posteriormente il vano truppe poteva ospitare fino a 6 fanti completamente equipaggiati; questi accedevano da un portello posteriore, ma disponevano anche di un portello in due elementi sul cielo del vano per l'aerazione ed il rapido abbandono del mezzo. Feritoie laterali, protette da portelli corazzati, consentivano di usare le armi personali dall'interno del mezzo. Era prevista l'installazione opzionale di una torretta squadrata armata di mitragliatrice MAC 1931 in calibro 7,5 × 54 mm MAS.